# Compagnia di rivista di Milano

La compagnia nel programma domenicale Tira, mola e meseda del 1951 con (da sinistra a destra): Evelina Sironi, Elena Borgo, Liliana Feldmann, Fausto Tommei, Mario Consiglio, Franco Parenti

La Compagnia di rivista di Milano è stata una delle compagnie teatrali della Rai.

## Storia
La compagnia è stata attiva dagli anni quaranta agli anni sessanta ed era specializzata nel varietà radiofonico, in competizione con la Compagnia del teatro comico musicale di Roma.
Fra gli attori che ne fecero parte ci furono Liliana Feldmann, Evelina Sironi, Gianni Bortolotto, Franco Parenti, Febo Conti, Fausto Tommei, Checco Rissone, Rina Belfiore, Elena Borgo, Carlo Delfini, Dario Fo, Ermanno Roveri, Erika Sandri. 
Fra i programmi andati in onda si possono citare i varietà radiofonici settimanali per Milano e la Lombardia Tira, mola e meseda di Italo Terzoli, Attilio Carosso e Carlo Silva, regia di Enzo Convalli in onda nel 1949-1950 e 1950-1951, e Ciciarem un cicinin; nonché il varietà nazionale Scacco matto di Ciabattini, Dino Falconi, Angelo Frattini e Attilio Spiller, trasmesso nel 1951-1952, in cui debuttò il futuro premio Nobel Dario Fo con le scenette del poer nano. Nel 1952 lo spettacolo prenderà il nome di Chicchirichì, quando ne diventeranno autori Umberto Simonetta e Guglielmo Zucconi.